# بویکین (کارولینای جنوبی)
بویکین(به انگلیسی: Boykin) شهری در ایالت کارولینای جنوبی کشور ایالات متحده آمریکا است که جمعیت آن در سرشماری سال ۲۰۱۰ میلادی، ۱۰۰ نفر بوده‌است.